# Batu Pahat
Pour les articles homonymes, voir Batu (homonymie).
Batu Pahat, également appelée Bandar Penggaram, est le nom d'une ville sur la côte ouest de l'État malais de Johor dont elle est l'un des chefs-lieux de district.
La ville est située à 239 km au sud-est de Kuala Lumpur, la capitale fédérale de la Malaisie, et à 100 km au nord-ouest de Johor Bahru, la capitale de l'État.
La ville a une population de 140 000 habitants. Elle est administrée par un conseil municipal (Majlis Perbandaran Batu Pahat).
On attribue l'origine de ce nom, qui veut dire « pierre taillée » en malais, au fait qu'au XIXe siècle, des soldats siamois taillaient la roche dans le village de Minyak Beku, dans l'espoir d'y trouver de l'eau pour leur approvisionnement.
L'ancien puits existe toujours à Minyak Beku. Pour fêter le centenaire de la ville au début des années 1990, on a édifié sur la place centrale de la ville un curieux monument représentant une main taillant la roche.
Batu Pahat est connue en Malaisie pour ses spécialités culinaires et son industrie textile. Dans les années 1960-70, on surnommait la ville la « petite Paris » de Malaisie en raison de son quartier des plaisirs. Aujourd'hui, il ne reste que quelques bars de ce type comme le Tiong Ah Bar, le plus ancien de la ville.

## Personnalités liées
- Erica Eng, autrice de bande dessinée